# Paraleptastacus spinicauda
Paraleptastacus spinicauda är en kräftdjursart som först beskrevs av T. och A. Scott 1895.  Paraleptastacus spinicauda ingår i släktet Paraleptastacus och familjen Leptastacidae. Arten är reproducerande i Sverige.

## Underarter
Arten delas in i följande underarter:
- P. s. bisetosus
- P. s. triseta
- P. s. spinicauda